# Anisodes lapidata
Anisodes lapidata är en fjärilsart som beskrevs av W. Warren 1899. Anisodes lapidata ingår i släktet Anisodes och familjen mätare. Inga underarter finns listade i Catalogue of Life.